# Pine Haven (Wyoming)
Pine Haven város az USA Wyoming államában, Crook megyében. Lakosainak száma 493 fő (2020. április 1.).

## Népesség
A település népességének változása:

| 2010 | 490 |
| 2020 | 493 |